# Мерлені Ірина Олексіївна
Іри́на Олексі́ївна Мельник, пізніше Мерле́ні (нар. 8 лютого 1982, Кам'янець-Подільський) — українська борчиня вільного стилю. Заслужений майстер спорту України з вільної боротьби, олімпійська чемпіонка (Афіни, 2004), бронзова призерка Олімпіади (Пекін, 2008); чемпіонка світу (2000, 2001, 2003), чемпіонка Європи (2004, 2005), вагова категорія — до 48 кг.

## Біографія
Народилася 8 лютого 1982 р. в Кам'янці-Подільському (Хмельницька область). Батько і перший тренер — Олексій Мельник. Мати — Анастасія.
«Мій батько — Мельник Олексій Володимирович — навчав мене з дитинства перемагати. Він казав: „Іро, ти повинна краще за всіх бігати, стрибати і підтягуватися“. Так я і перемагала до певного моменту — до олімпійського золота».
Є також вихованкою свого брата, заслуженого тренера України Олексія Мельника молодшого, чоловіка і тренера чемпіонки світу та Європи Алли Черкасової.
З 18 лютого 2006 одружена з майстром спорту міжнародного класу з вільної боротьби Андрієм Микульчиним. Після одруження взяла прізвище чоловіка, але під час спортивних змагань послуговувалась звичним Мерлені, оскільки саме під цим прізвищем досягла найбільших перемог на світовій борцівській арені, і воно відоме всьому світові. Має двох синів — старшого, Артура, та молодшого, Адама.

## Кар'єра
Прийшла в боротьбу у віці 15 років. Приїхала до Львова на навчання в училище фізичної культури під прізвищем Мельник. Під час проживання в Греції виступала під прізвищем Мерлені.
| Щодо шлюбу з греком — усе суцільна вигадка, бо ніякого Яніуса Мерлені не існувало в природі. Коли я переїхала в Елладу, то просто змінила прізвище на їхній манер. Це як псевдонім. Що вдієш — такі були умови сторони, яка мене запросила. Мовляв, не можна на змаганнях представляти Грецію з українським прізвищем. Попри чутки, у мене справді не було ніякого шлюбу. Ми практично весь час були на зборах і постійно переїжджали з місця на місце. Поїхала ж я туди, зрозуміло чому — у пошуках найкращих умов для тренувань[5]. |
У 2007 році Ірина Мерлені завоювала срібну медаль на чемпіонаті світу з боротьби, що проходив у Баку. Незадовго до світової першості упевнено виграла міжнародний турнір у Польщі.
Чемпіонка Олімпійських ігор 2004 в м. Афіни, Триразова чемпіонка світу, срібна призерка чемпіонату світу 2007, багаторазова чемпіонка України.
Тренери: Олексій Мельник, Руслан Савлохов, Ігор Дух.
21 вересня 2013 року увійшла до всесвітньої Зали Слави Міжнародної федерації об'єднаних стилів боротьби (FILA).

### Після завершення спортивної кар'єри
Від 14 липня 2014 року до 9 червня 2015 року очолювала управління молоді та спорту Хмельницької облдержадміністрації.
28 серпня 2014 року виставила на аукціон золоту медаль і кубок, здобуті нею на міжнародному турнірі «Чорне море»; кошти від продажу мали піти пораненим воякам, що воюють на сході України.
Після повномасшабного вторгнення Росії в Україну виїхала до шведського міста Гапаранда, де влаштувалася на роботу в магазині мережі Systembolaget. Після основної праці навчала боротьбі в дитячій секції місцевого спортивного клубу.

### Участь у талант-шоу
У 2009 році Ірина Мерлені разом із Сергієм Костецьким перемогла у шоу «Танцюю для тебе-2» на телеканалі «1+1».
У 2018 році взяла участь у шоу Голос країни, де не пройшла етапу сліпих прослуховувань. 2019 року спробувала себе у вокальному шоу X-Фактор (отримала від суддів три «ні» і одне «так» й не потрапила до наступного етапу). У 2021 році прийшла на проєкт Україна має талант, де виконала танець на пілоні, отримала від суддів три «так» і пройшла до наступного етапу конкурсу.

## Державні нагороди
- Орден «За заслуги» III ст. (18 вересня 2004) — за досягнення значних спортивних результатів на XXVIII літніх Олімпійських іграх в Афінах, піднесення міжнародного авторитету України[16]
- Орден княгині Ольги III ст. (4 вересня 2008) — за досягнення високих спортивних результатів на XXIX літніх Олімпійських іграх в Пекіні (Китайська Народна Республіка), виявлені мужність, самовідданість та волю до перемоги, піднесення міжнародного авторитету України[17].

## Спортивні результати на міжнародних змаганнях

### Виступи на Олімпіадах
| Змагання                                   | Збірна  | Вагова категорія          | Місце  |
| ------------------------------------------ | ------- | ------------------------- | ------ |
| Боротьба на літніх Олімпійських іграх 2004 | Україна | жіноча боротьба, до 48 кг | Золото |
| Боротьба на літніх Олімпійських іграх 2008 | Україна | жіноча боротьба, до 48 кг | Бронза |
| Боротьба на літніх Олімпійських іграх 2012 | Україна | жіноча боротьба, до 48 кг | 5      |

### Виступи на Чемпіонатах світу
| Змагання                        | Збірна  | Вагова категорія          | Місце  |
| ------------------------------- | ------- | ------------------------- | ------ |
| Чемпіонат світу з боротьби 2000 | Україна | жіноча боротьба, до 46 кг | Золото |
| Чемпіонат світу з боротьби 2001 | Україна | жіноча боротьба, до 46 кг | Золото |
| Чемпіонат світу з боротьби 2003 | Україна | жіноча боротьба, до 48 кг | Золото |
| Чемпіонат світу з боротьби 2005 | Україна | жіноча боротьба, до 48 кг | Срібло |
| Чемпіонат світу з боротьби 2007 | Україна | жіноча боротьба, до 48 кг | Срібло |

### Виступи на Чемпіонатах Європи
| Змагання                         | Збірна  | Вагова категорія          | Місце  |
| -------------------------------- | ------- | ------------------------- | ------ |
| Чемпіонат Європи з боротьби 2001 | Україна | жіноча боротьба, до 46 кг | Срібло |
| Чемпіонат Європи з боротьби 2004 | Україна | жіноча боротьба, до 48 кг | Золото |
| Чемпіонат Європи з боротьби 2005 | Україна | жіноча боротьба, до 51 кг | Золото |

### Виступи на Кубках світу
| Змагання                    | Збірна  | Вагова категорія          | Місце |
| --------------------------- | ------- | ------------------------- | ----- |
| Кубок світу з боротьби 2012 | Україна | жіноча боротьба, до 51 кг | 6     |

### Виступи на інших змаганнях
| Змагання                                                        | Збірна  | Вагова категорія          | Місце  |
| --------------------------------------------------------------- | ------- | ------------------------- | ------ |
| Klippan Lady Open 2003                                          | Україна | жіноча боротьба, до 48 кг | Золото |
| Чемпіонат світу з боротьби серед студентів 2005                 | Україна | жіноча боротьба, до 51 кг | Золото |
| Золотий Гран-прі з боротьби 2012 (Красноярськ)                  | Україна | жіноча боротьба, до 48 кг | Золото |
| Київський Міжнародний турнір з боротьби 2012                    | Україна | жіноча боротьба, до 48 кг | Срібло |
| Олімпійський кваліфікаційний турнір з боротьби 2012 (Гельсінкі) | Україна | жіноча боротьба, до 48 кг | Золото |

### Виступи на змаганнях молодших вікових груп
| Змагання                                       | Збірна  | Вагова категорія          | Місце  |
| ---------------------------------------------- | ------- | ------------------------- | ------ |
| Чемпіонат Європи з боротьби серед юніорів 1999 | Україна | жіноча боротьба, до 46 кг | Срібло |
| Чемпіонат світу з боротьби серед юніорів 1999  | Україна | жіноча боротьба, до 46 кг | Золото |
| Чемпіонат Європи з боротьби серед юніорів 2000 | Україна | жіноча боротьба, до 46 кг | Золото |
| Чемпіонат світу з боротьби серед юніорів 2000  | Україна | жіноча боротьба, до 46 кг | Бронза |
| Чемпіонат світу з боротьби серед юніорів 2001  | Україна | жіноча боротьба, до 50 кг | 5      |
| Чемпіонат світу з боротьби серед кадетів 1998  | Україна | жіноча боротьба, до 46 кг | Золото |